# 花園駅 (京都府)
花園駅（はなぞのえき）は、京都府京都市右京区花園寺ノ内町にある、西日本旅客鉄道（JR西日本）山陰本線の駅である。駅番号はJR-E06。「嵯峨野線」の愛称区間に含まれている。

## 歴史

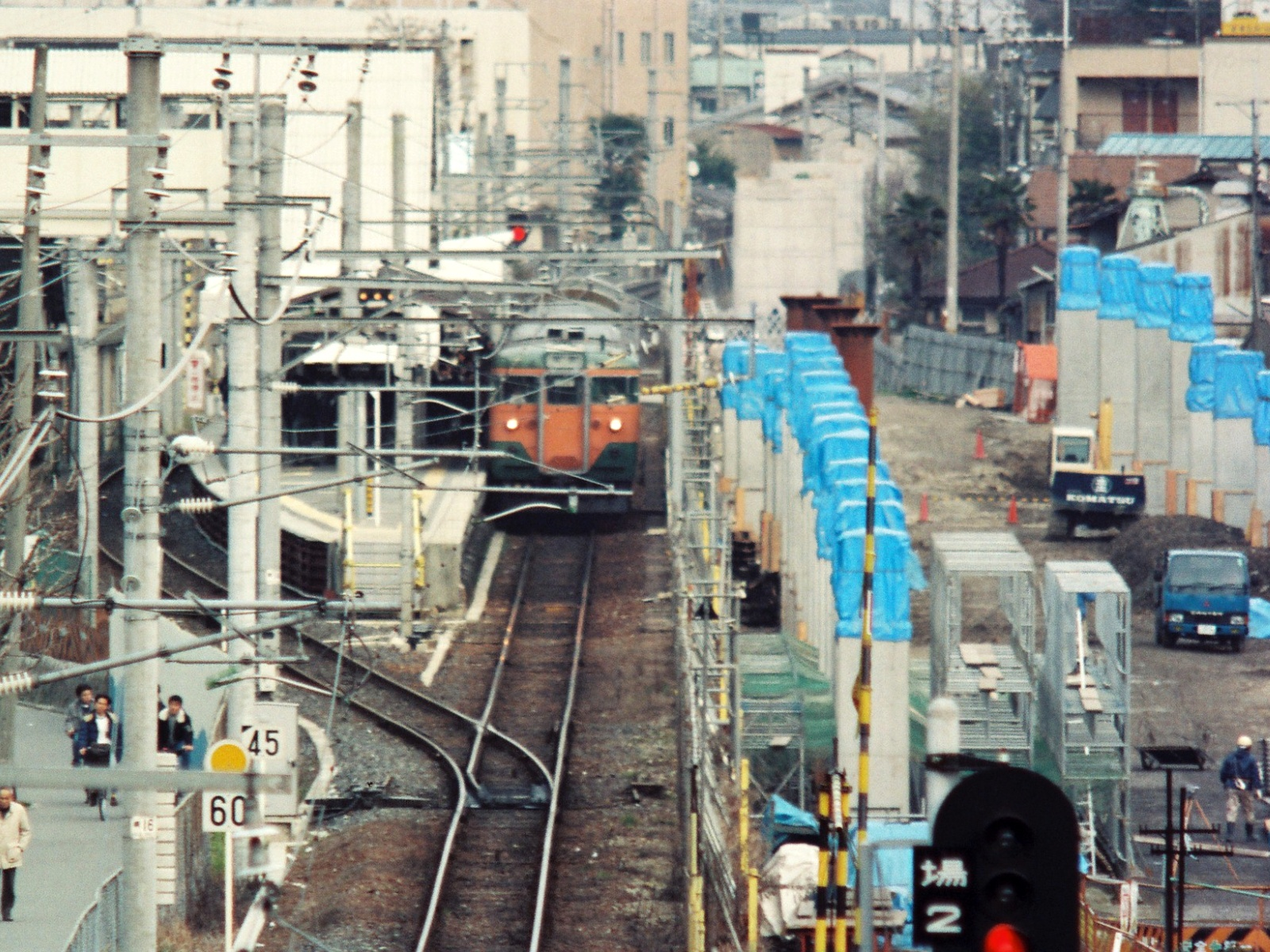
高架化工事中の様子。駅施設が仮設されていた（1993年頃）

- 1898年（明治31年）1月1日：京都鉄道の二条駅 - 嵯峨駅（現在の嵯峨嵐山駅）間に新設開業[2]。旅客・貨物の取り扱いを開始[2]。
- 1907年（明治40年）8月1日：京都鉄道が国有化される[2]。
- 1909年（明治42年）10月12日：線路名称制定。京都線の所属となる。
- 1912年（明治45年）3月1日：線路名称改定。京都線が山陰本線に編入され、当駅もその所属となる。
- 1960年（昭和35年）3月10日：貨物の取り扱いを廃止[2]。
- 1985年（昭和60年）3月14日：荷物扱い廃止[2]。
- 1987年（昭和62年）4月1日：国鉄分割民営化により、西日本旅客鉄道（JR西日本）の駅となる[2]。
- 1988年（昭和63年）3月13日：路線愛称の制定により、「嵯峨野線」の愛称を使用開始。
- 1992年（平成4年）11月1日：みどりの窓口営業開始。
- 1996年（平成8年）3月19日：高架駅化[3]。
- 1998年（平成10年）9月7日：自動改札機を設置し、供用開始[4]。
- 2000年（平成12年）9月23日：当駅から二条駅まで複線化。
- 2003年（平成15年）11月1日：ICカード「ICOCA」の利用が可能となる。
- 2010年（平成22年）3月7日：当駅から嵯峨嵐山駅まで複線化。交換設備廃止。
- 2018年（平成30年）3月17日：駅ナンバリングが導入され、使用を開始。
- 2022年（令和4年）　　　　　　　　
  - 2月18日：みどりの窓口の営業を終了[5]。
  - 2月19日：みどりの券売機の利用を開始[5]。

## 余禄
1946年（昭和21年）から数年（廃線年不明）の間、島津製作所（京都市右京区山ノ内）から当駅までの引きこみ路線が存在していたこともあり(京都新聞2009年9月25日・朝刊）、戦後当時の地図においてもその形跡が確認できる。

## 駅構造
島式ホーム1面2線を持つ高架駅である。同時期に高架化された二条駅同様の特徴的な上屋を持つ。駅開業当初は相対式ホーム2面2線の地上駅であり、その後の高架化工事に伴い北側の仮駅に移転した際には島式ホーム1面2線となった。その仮駅の南側に高架駅を建設した。2010年3月7日に嵯峨嵐山駅までの複線化が完成したことにより、分岐器や絶対信号機がない停留所となった。
改札口は地上、ホームは2階。地上とホームはエレベーター、上りエスカレーター、そして2つの階段で連絡している。ホーム中央に待合室がある。駅舎への出入口は北側の丸太町通に面した駅前広場に設けられている。トイレは改札内の地上西側にあり、男女別・車椅子対応の水洗式。
ICOCA利用可能駅（相互利用可能ICカードはICOCAの項を参照）。改札内に乗り越し精算機、SMART ICOCAクイックチャージ機が設置されている。
亀岡駅が管理し、JR西日本交通サービスが駅業務を受託する業務委託駅である。

### のりば
| のりば | 路線     | 方向 | 行先                   |
| ------ | -------- | ---- | ---------------------- |
| 1      | 嵯峨野線 | 上り | 京都方面               |
| 2      | 嵯峨野線 | 下り | 亀岡・園部・福知山方面 |

- 上表の路線名は旅客案内上の名称（愛称）で表記している。

## 利用状況
2023年（令和5年）度の1日当たりの利用者数は7,578人である。1日平均乗車人員は次のとおり。
| 年度   | 1日平均 乗車人員 |
| ------ | ---------------- |
| 1999年 | 5,871            |
| 2000年 | 5,277            |
| 2001年 | 4,285            |
| 2002年 | 4,049            |
| 2003年 | 3,956            |
| 2004年 | 3,951            |
| 2005年 | 4,071            |
| 2006年 | 4,090            |
| 2007年 | 3,961            |
| 2008年 | 3,627            |
| 2009年 | 3,496            |
| 2010年 | 3,542            |
| 2011年 | 3,609            |
| 2012年 | 3,660            |
| 2013年 | 3,748            |
| 2014年 | 3,712            |
| 2015年 | 3,833            |
| 2016年 | 3,855            |
| 2017年 | 3,838            |
| 2018年 | 4,027            |
| 2019年 | 3,967            |
| 2020年 | 2,940            |
| 2021年 | 3,178            |
| 2022年 | 3,668            |

### 年度別1日平均乗車人員（1930年代—1940年代）
各年度の1日平均乗車人員は下表の通り。
| 年度               | 1日平均 乗車人員 |
| ------------------ | ---------------- |
| 1931年（昭和06年） | 577              |
| 1932年（昭和07年） | 757              |
| 1933年（昭和08年） | 833              |
| 1934年（昭和09年） | 965              |
| 1935年（昭和10年） | 1,092            |
| 1936年（昭和11年） | 1,123            |
| 1937年（昭和12年） | 435              |
| 1938年（昭和13年） | 463              |
| 1939年（昭和14年） | 940              |
| 1940年（昭和15年） | 1,118            |
| 1941年（昭和16年） | 1,370            |

## 駅周辺
駅の北を丸太町通が東西に通る。周辺は主に住宅地である。駅北側は花園の地名の由来である法金剛院があり、さらに妙心寺や双ヶ丘（史跡）など緑が多い。また、仁和寺へも少し距離はあるがJR線の駅では一番近い。
- 京都市営地下鉄東西線 太秦天神川駅 - 南西約800 m。
- 京福電気鉄道（嵐電）嵐山本線 嵐電天神川駅- -南西約1,000 m。
- 京都市立花園小学校
- 京都市立安井小学校
- 花園中学校・高等学校
- 右京ふれあい文化会館
- 京都市上下水道局山ノ内浄水場
- 京都双岡病院
- 東映太秦映画村 - 西に約1 km。映画村の正面口は当駅寄りにある。ただし、太秦駅側にある撮影所口の方が駅からの距離は短い。
- ライフコーポレーション太秦店
- 泉谷病院

## バス路線
最寄りのバス停は、花園駅前である。
以下の路線が乗り入れており、京都市営バス（京都市交通局）・京都バスにより運行されている。
東行のりば
- 京都市営バス
  - 91号系統：西大路四条・四条烏丸
  - 93号系統：錦林車庫
- 京都バス
  - 62系統・63系統・65系統・66系統・67系統：四条河原町・三条京阪

西行のりば
- 京都市営バス
  - 91号系統：太秦映画村・大覚寺
  - 93号系統：嵯峨・嵐山
- 京都バス
  - 62系統：阪急嵐山駅・清滝
  - 63系統：嵐山・苔寺すず虫寺
  - 65系統：有栖川
  - 66系統：阪急嵐山駅

## 隣の駅
西日本旅客鉄道（JR西日本）
 嵯峨野線（山陰本線）
■快速
通過
■普通
円町駅 (JR-E05) - 花園駅 (JR-E06) - 太秦駅 (JR-E07)